# 羅椿枝
羅椿枝（1504年—？），字日新，浙江嚴州府桐廬縣人，匠籍，明朝政治人物。

## 生平
嘉靖十年（1531年）辛卯科浙江鄉試第七十八名舉人，十四年（1535年）乙未科三甲第三十一名進士。授直隸丹陽縣知縣，升山東曹州同知、濱州知州。

## 著作
著有《萬里風煙集》。

## 家族
曾祖羅永明；祖父羅儒，訓導；父羅翔鳳。母陳氏；繼母朱氏。具慶下。兄羅桂枝，弟羅楠枝、羅橡枝、羅松枝。